# Gand-Wevelgem 2025
La Gand-Wevelgem 2025, ottantasettesima edizione della corsa e valida come dodicesima prova dell'UCI World Tour 2025 categoria 1.UWT, si svolse il 30 marzo 2025 su un percorso di 250,3 km, con partenza da Ypres e arrivo a Wevelgem, in Belgio. La vittoria fu appannaggio del danese Mads Pedersen, il quale completò il percorso in 5h30'21", alla media di 45,46 km/h, precedendo il belga Tim Merlier e l'italiano Jonathan Milan.
Accreditati alla partenza 175 ciclisti, dei quali 95 completarono la gara.

## Squadre e corridori partecipanti
| N.      | Cod. | Squadra                    |
| ------- | ---- | -------------------------- |
| 1-7     | LTK  | Lidl-Trek                  |
| 11-17   | UAD  | UAE Team Emirates XRG      |
| 21-27   | ADC  | Alpecin-Deceuninck         |
| 31-37   | SOQ  | Soudal Quick-Step          |
| 41-47   | IWA  | Intermarché-Wanty          |
| 51-57   | IGD  | Ineos Grenadiers           |
| 61-67   | TVL  | Team Visma-Lease a Bike    |
| 71-77   | EFE  | EF Education-EasyPost      |
| 81-87   | TBV  | Bahrain Victorious         |
| 91-97   | ARK  | Arkéa-B&B Hotels           |
| 101-107 | COF  | Cofidis                    |
| 111-117 | DAT  | Decathlon AG2R La Mondial. |
| 121-127 | GFC  | Groupama-FDJ               |

| N.      | Cod. | Squadra                 |
| ------- | ---- | ----------------------- |
| 131-137 | MOV  | Movistar Team           |
| 141-147 | RBH  | Red Bull-Bora-Hansgrohe |
| 151-157 | JAY  | Team Jayco AlUla        |
| 161-167 | TPP  | Team Picnic PostNL      |
| 171-177 | XAT  | XDS Astana Team         |
| 181-187 | LOT  | Lotto                   |
| 191-197 | IPT  | Israel-Premier Tech     |
| 201-207 | Q36  | Q36.5 Pro Cycling Team  |
| 211-217 | TFB  | Team Flanders-Baloise   |
| 221-227 | TEN  | TotalEnergies           |
| 231-237 | TUD  | Tudor Pro Cycling Team  |
| 241-247 | UXM  | Uno-X Mobility          |

## Ordine d'arrivo (Top 10)
| Pos. | Corridore          | Squadra     | Tempo    |
| ---- | ------------------ | ----------- | -------- |
| 1    | Mads Pedersen      | Lidl        | 5h30'21" |
| 2    | Tim Merlier        | Soudal      | a 49"    |
| 3    | Jonathan Milan     | Lidl        | s.t.     |
| 4    | Alexander Kristoff | Uno-X       | s.t.     |
| 5    | Hugo Hofstetter    | Israel      | s.t.     |
| 6    | Davide Ballerini   | XDS         | s.t.     |
| 7    | Biniam Girmay      | Intermarché | s.t.     |
| 8    | Jenno Berckmoes    | Lotto       | s.t.     |
| 9    | Jordi Meeus        | Red Bull    | s.t.     |
| 10   | Laurenz Rex        | Intermarché | s.t.     |